# Porta di Saint Denis
La porta di Saint Denis (porte Saint-Denis in francese) è un arco di trionfo situato nel X arrondissement di Parigi, costruito nel 1672 su progetto dall'architetto François Blondel, in onore del re Luigi XIV. 
È uno dei monumenti più rappresentativi dell'arte ufficiale della sua epoca, secondo tutte le antologie.

## Storia

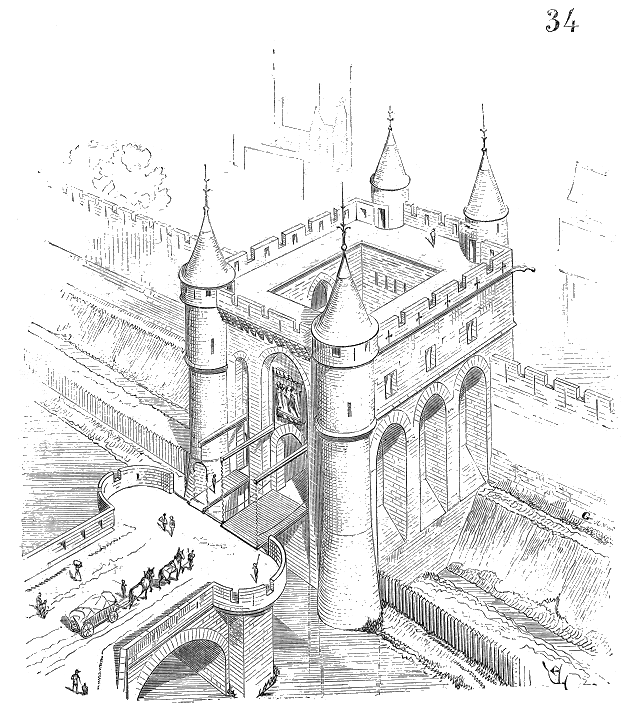
La porta fortificata delle mura di cinta di Carlo V

Con l'espansione urbanistica di Parigi, la cinta muraria di Carlo V del XIV secolo fu sostituita da una barriera affiancata da un viale alberato (boulevard): le porte trionfali prendono, quindi, il posto di quelle fortificate del Medioevo.
La porta di Saint-Denis fu eretta nel 1672, sulla base del progetto di François Blondel, direttore dell'Accademia reale dell'architettura, e dello scultore Michel Anguier su commissione del re Luigi XIV, per celebrare le sue vittorie lungo il Reno, in Franca Contea e nei dintorni della città.
La porta fu costruita al di sopra di un bastione del secolo precedente, in sostituzione di una porta medievale, e si trova all'intersezione tra rue Saint Denis, rue du Faubourg–Saint Denis e i grand boulevard (boulevard de Bonne-Nouvelle e boulevard Saint-Denis).
Nel 1988 l'arco di trionfo fu soggetto a interventi di restauro.

## Descrizione

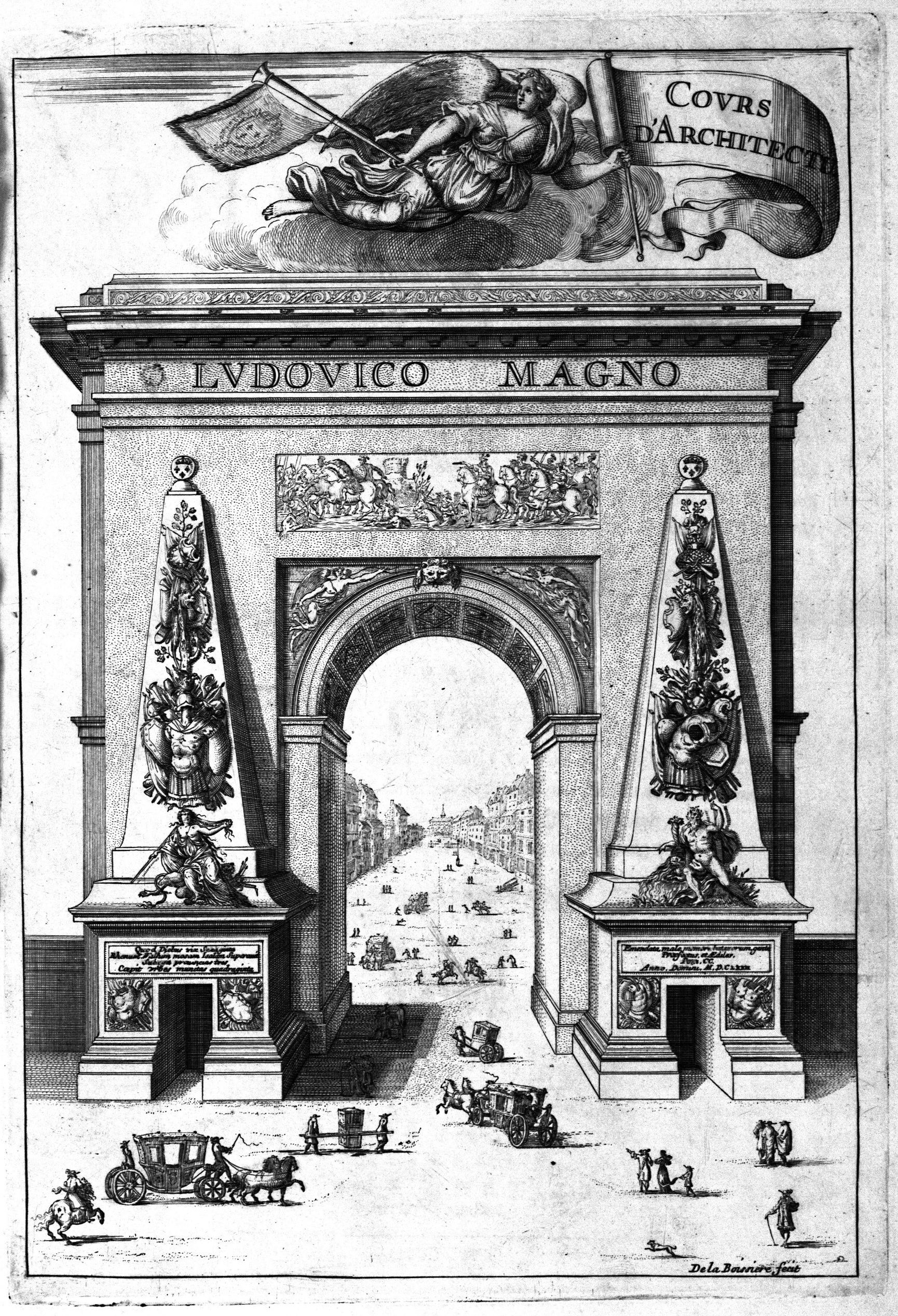
La porta di Saint-Denis sul frontespizio del Cours d'architecture di François Blondel, pubblicato nel 1698

L'arco di trionfo parigino, realizzato sul modello dell'arco di Tito a Roma, è costituito da una grande fornice e da due piccole porte laterali. Sul lato sud, verso il centro cittadino, sporgenti dalla superficie dei piedritti, all'altezza del cornicione dell'edificio vi sono due obelischi decorati con trofei. Ai loro piedi sono raffigurate due figure assise, scolpite in seguito ai disegni di Lebrun, che rappresentano le Province Unite.
Al di sotto dell'arco, tra l'archivolto e il cornicione si trovano dei bassorilievi di Michel Anguier: a sud, La traversata del Reno e le allegorie del fiume e dell'Olanda sconfitta, incarnata da una donna afflitta, e a nord Luigi XIV conquista la città di Maastricht.
Nel fregio del cornicione è presente l'epigrafe "Ludovico magno" (ovvero "a Luigi il Grande") in lettere di bronzo.

### Proporzioni e dimensioni
Auguste Choisy, nella sua Histoire de l'architecture fornisce una descrizione della porta di Saint-Denis, la cui struttura ricalca la divisione in due e tre parti di un quadrato.
Il monumento è alto 24,65 m, largo 25 m, e spesso 5 m. La chiave di volta è posta a 15,35 m di altezza, mentre l'arcata misura 8 m di apertura e le porte laterali sono alte 3,3 m e larghe 1,7 m.

## Galleria d'immagini

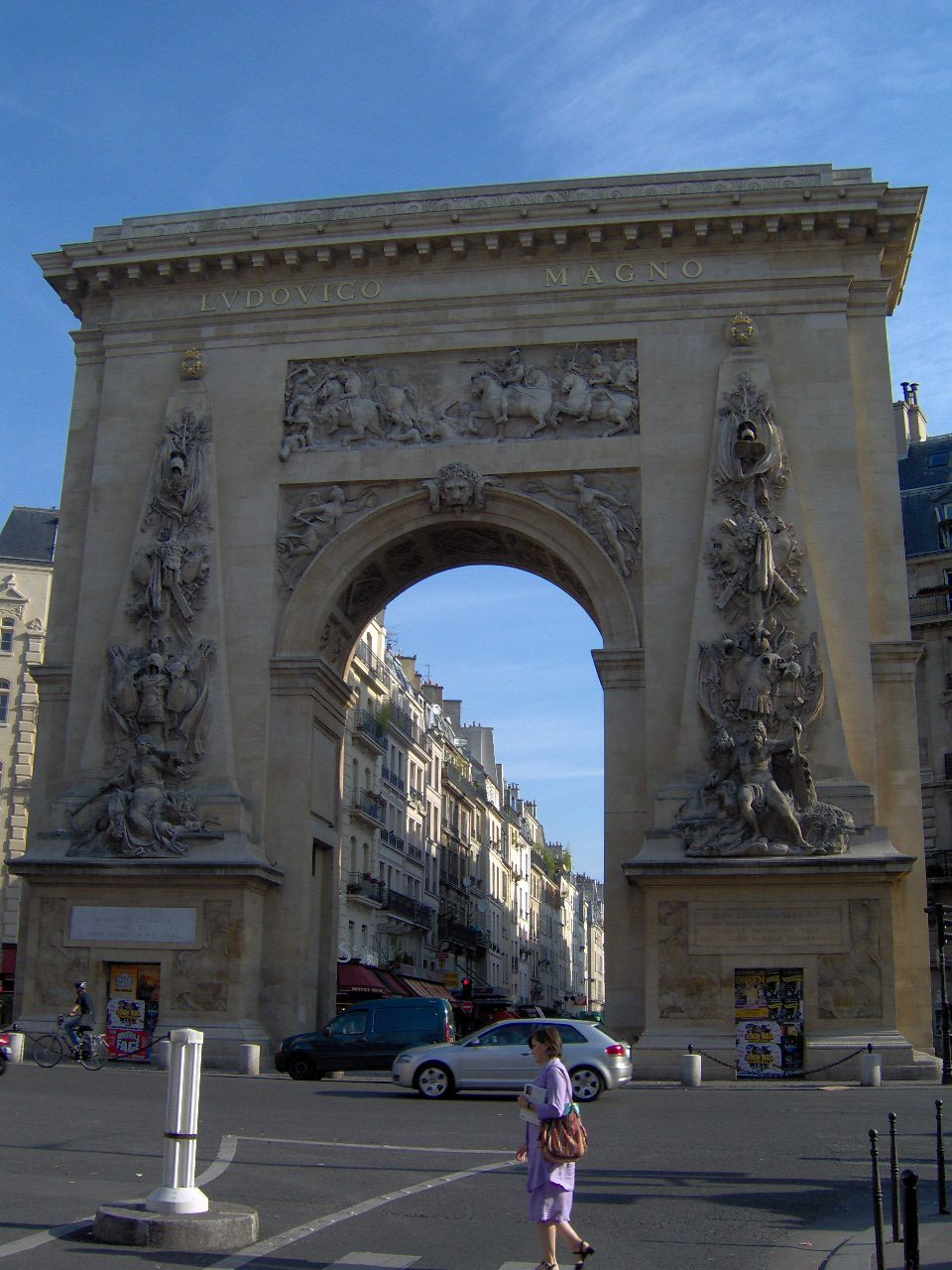
La facciata a nord
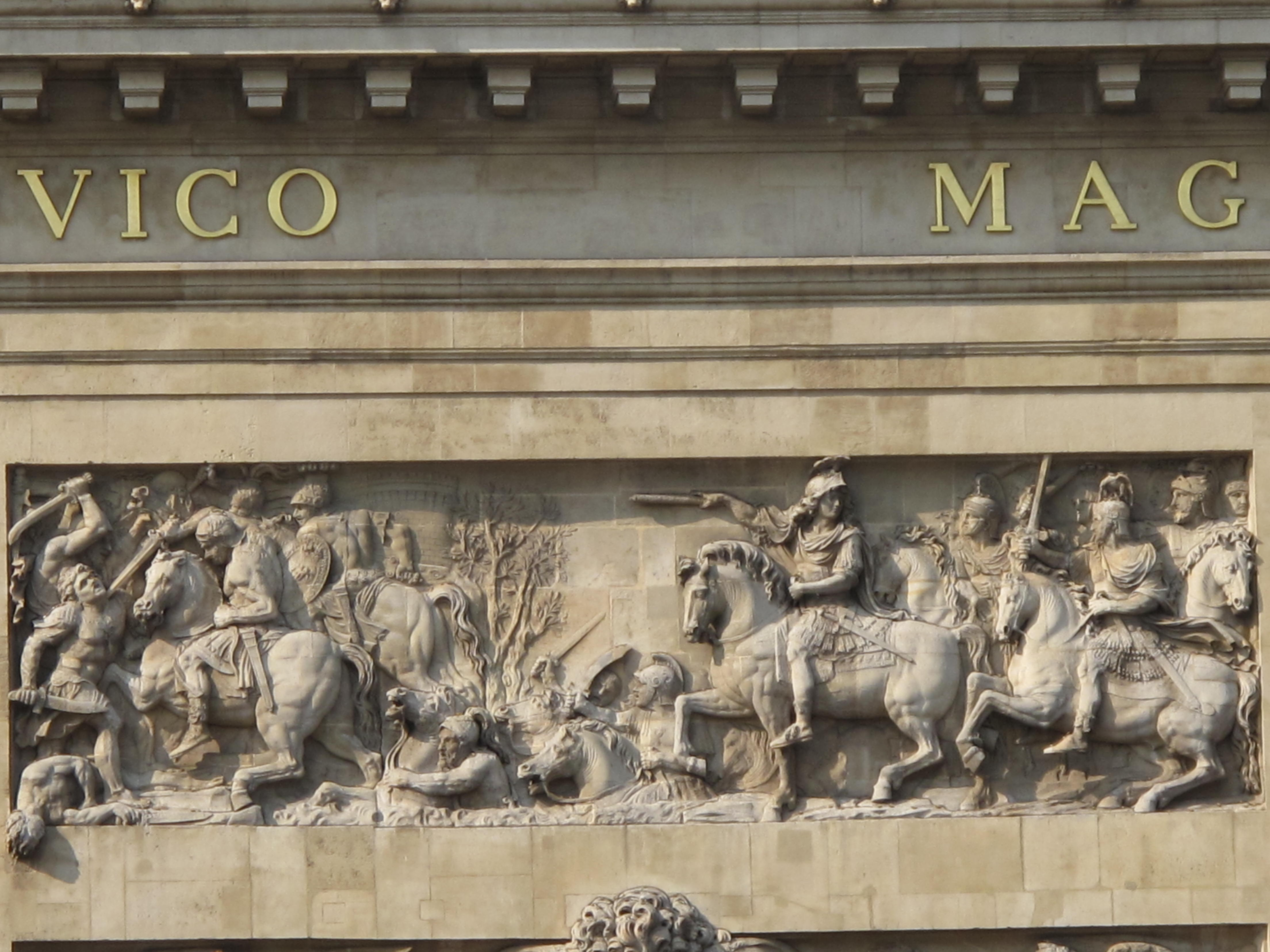
Facciata sud: la traversata del Reno
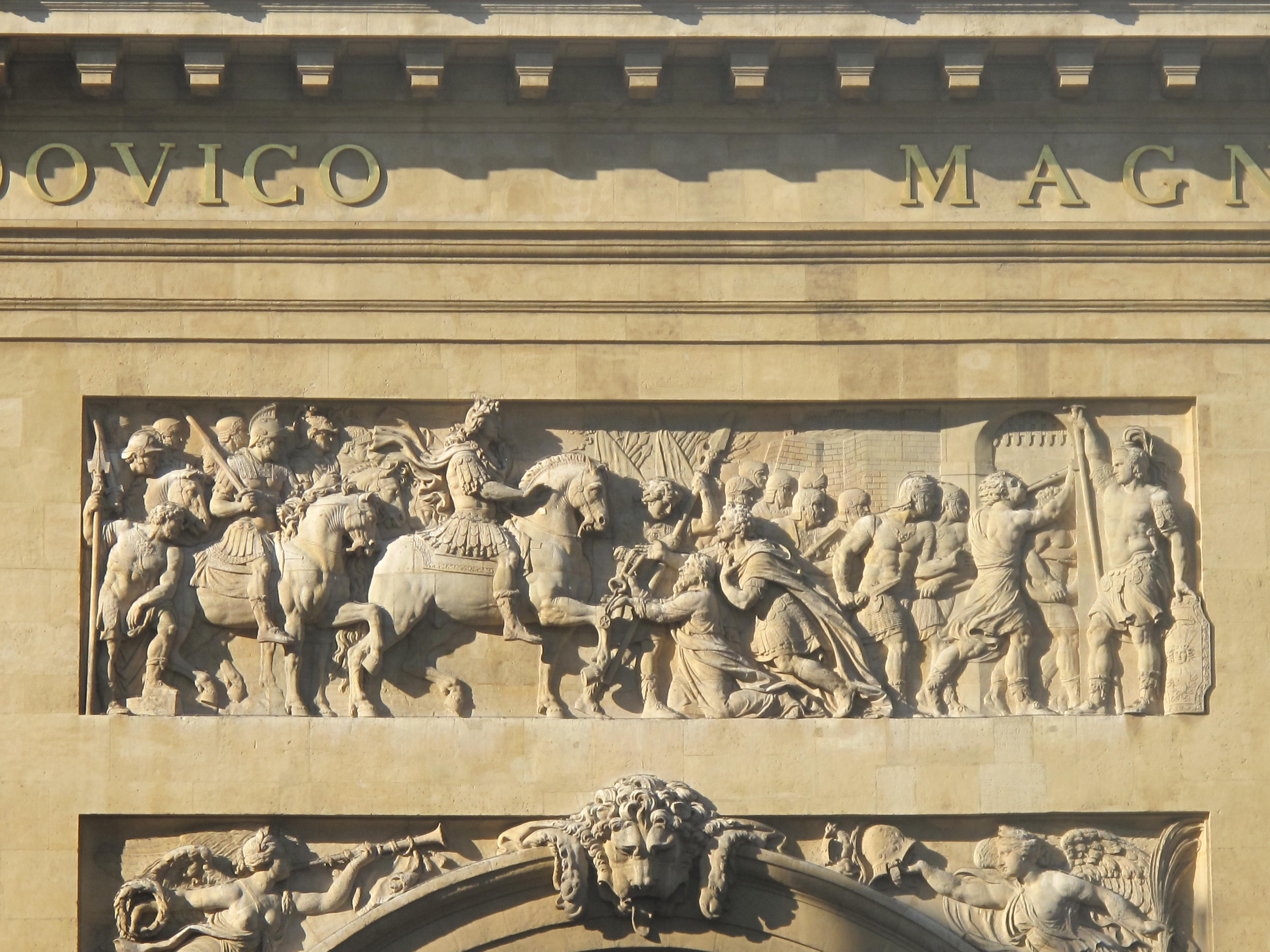
Facciata nord: la presa di Maastricht
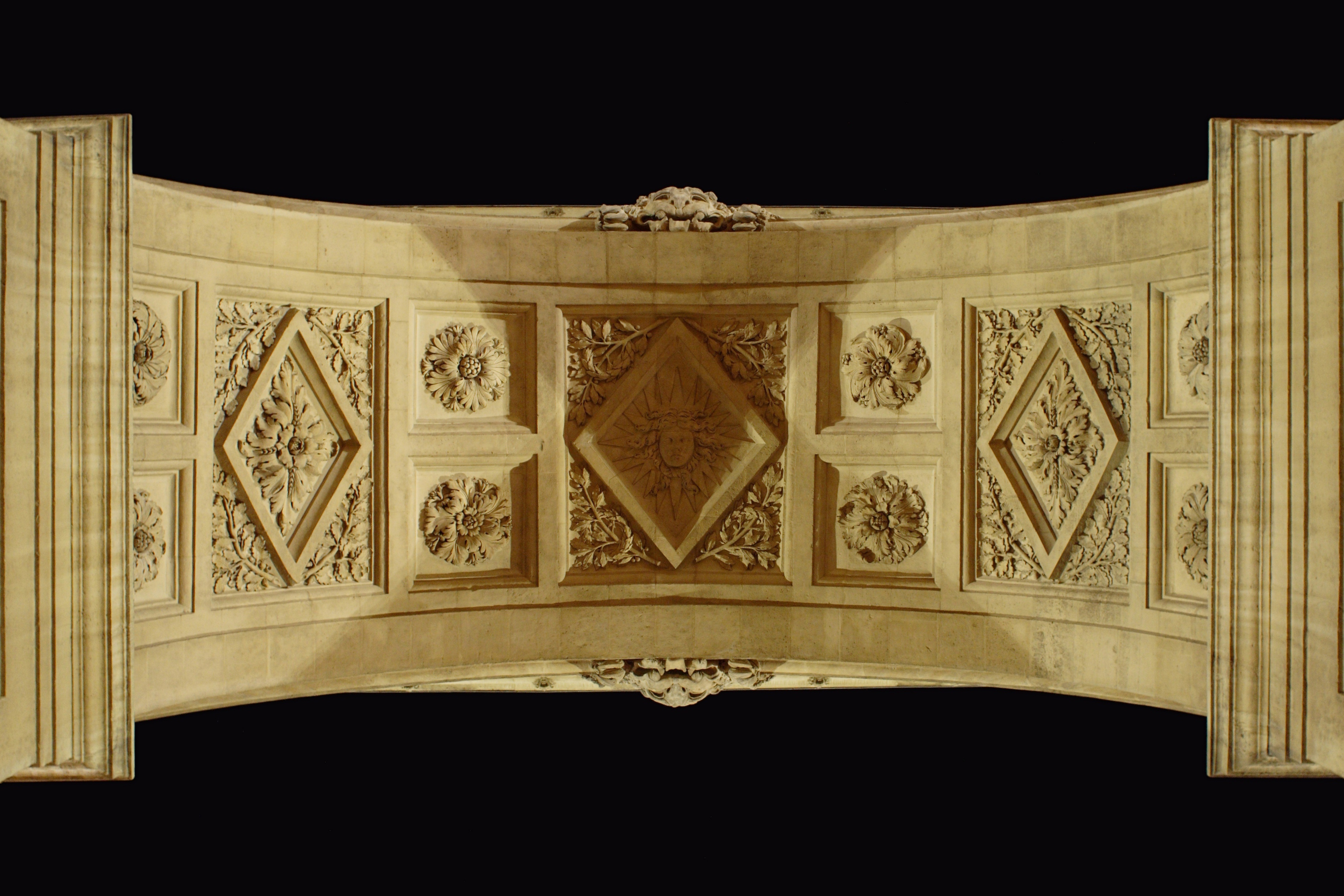
L'intradosso a cassettoni